# Brightwood
Brightwood (korábban Salmon) az Amerikai Egyesült Államok Oregon államának Clackamas megyéjében, a U.S. Route 26 közelében elhelyezkedő önkormányzat nélküli település, Mount Hood Village része.

## Története
Nevét a Lazac-folyóról (Salmon River). A Brightwood nevet 1910-ben vette fel, amit állítólag Mr. Alcorn helyi lakos adott a gyapotfákon tükröződő napsugarak miatt.

## Éghajlat
A település éghajlata mediterrán (a Köppen-skála szerint Csb).

## Nevezetes személy
- Brenda Strong, színész

## Fordítás
- Ez a szócikk részben vagy egészben  a   Brightwood, Oregon című angol Wikipédia-szócikk ezen változatának fordításán alapul.  Az eredeti cikk szerkesztőit annak laptörténete sorolja fel. Ez a jelzés csupán a megfogalmazás eredetét és a szerzői jogokat jelzi, nem szolgál a cikkben szereplő információk forrásmegjelöléseként.